# Liste intergeschlechtlicher Sportler
Diese Liste intergeschlechtlicher Sportler und Sportlerinnen enthält bekannte Personen aus dem Sport, die intergeschlechtlich  sind oder waren. Es werden auch Personen gelistet, die zwar bei ihrer Geburt intersexuell  waren, bei denen heute aber ein weibliches oder männliches Geschlecht festgelegt wurde. Die Geschlechtertrennung in sportlichen Wettbewerben stellt dabei häufig ein Problem dar.
| Name                       | Sportart           | Lebensdaten                           | Staat                  |
| -------------------------- | ------------------ | ------------------------------------- | ---------------------- |
| Foekje Dillema             | Leichtathletik     | 18. September 1926 – 5. Dezember 2007 | Niederlande            |
| Ewa Kłobukowska            | Leichtathletik     | * 1. Oktober 1946                     | Polen                  |
| Maria José Martínez-Patiño | Leichtathletik     | * 10. Juli 1961                       | Spanien                |
| Annet Negesa               | Mittelstreckenlauf | * 24. April 1992                      | Uganda                 |
| Heinrich Ratjen A1         | Leichtathletik     | 20. November 1918 – 22. April 2008    | Deutschland            |
| Erik Schinegger A2         | Ski Alpin          | * 19. Juni 1948                       | Österreich             |
| Dutee Chand                | Leichtathletik     | * 3. Februar 1996                     | Indien                 |
| Caster Semenya             | Mittelstreckenlauf | * 7. Januar 1991                      | Südafrika              |
| Edinanci Silva             | Judo               | * 23. August 1976                     | Brasilien              |
| Stanisława Walasiewicz     | Leichtathletik     | 11. April 1911 – 4. Dezember 1980     | Polen, USA             |
| Mark Weston A3             | Leichtathletik     | 30. März 1905 – 29. Januar 1978       | Vereinigtes Königreich |